# Pras Michel
Prakazrel Samuel Michel, noto anche con lo pseudonimo di Pras (Brooklyn, 19 ottobre 1972), è un rapper, attore e produttore discografico statunitense, conosciuto soprattutto per aver fatto parte dei Fugees, uno dei gruppi più influenti del panorama hip hop.

## Biografia
Ha avuto anche molto successo come cantante nel 1998 con il brano Ghetto Supastar (That Is What You Are), in collaborazione con Mýa e Ol' Dirty Bastard. Ha inoltre lavorato in alcune produzioni cinematografiche, fra cui una delle più popolari è senz'altro Mystery Men del 1999.

## Discografia

### Album
- 1998: Ghetto Supastar
- 2005: Win Lose or Draw
- 2008: Experience Magic

### Singoli
- 1998: Ghetto Supastar (That Is What You Are) (featuring Ol' Dirty Bastard & Mýa)
- 1998: Blue Angels
- 1998: Another One Bites the Dust (Queen featuring Wyclef Jean, Pras & Free)
- 1999: What'cha Wanna Do (featuring The Product & Free), Remix (featuring Kelis & Clipse)
- 1999: Avenues (featuring Refugee Camp Allstars)
- 2001: Miss California (Dante Thomas featuring Pras)
- 2005: Haven't Found
- 2007: Turn You On (DeDe featuring Pras)
- 2007: Pushin' (Swami featuring Pras and Ishmael)
- 2008: Le Blues (Melissa M featuring Pras)
- 2008: My Man (Anggun featuring Pras)
- 2010: Watch Out (Jennifer Milan featuring Pras)
- 2017: Pump Fakin (featuring Young M.A)

## Filmografia parziale
- Mystery Men (1999)
- Go Go Tales (2007)
- Feel the Noise - A tutto volume (2007)
- Mutant Chronicles (2008)